# Orlice
De Orlice (Duits: Adler) is een rivier in Tsjechië. Het is een linker zijrivier van de Elbe met een lengte van 137 kilometer. De Orlice is 32,7 kilometer lang vanaf de samenvloeiing van de Wilde Orlice (Divoká Orlice) en de Stille Orlice (Tichá Orlice).
De Wilde Orlice is 98,2 kilometer lang; de Stille Orlice 104,5 kilometer.
Bij de monding in de Elbe in Hradec Králové (Duits: Königgrätz) bedraagt het debiet 21,8 m³/s.

## Plaatsen aan de Orlice
- Týniště nad Orlicí
- Petrovice
- Třebechovice pod Orebem
- Blešno
- Hradec Králové